# 저녁매미
저녁매미(학명: Tanna japonensis, 일본어: ヒグラシ)는 노린재목 매미과에 속하는 곤충이다. 몸길이는 수컷이 32-39mm, 암컷 23-28mm이고 성충은 6-8월에 나타난다. 주로 이른 아침과 저녁에 울며, 특히 저녁에 울기 때문에 저녁매미라는 이름이 붙여졌다. 조진(蜩螓), 한선(寒蟬)이라고도 한다.

## 분포
일본의 홋카이도 남부 일부~큐슈~야쿠시마에 분포한다. 주로 날씨가 좋은 날 저녁때 많이 울며, 몸 빛깔은 적갈색 바탕에 검은색 또는 녹색 무늬가 있고 날개는 투명하며 녹색을 띤다. 한국에도 분포한다고 과거에 명시되어 있었으나 기록된 저녁매미는 소요산매미나 쓰름매미와 착오한 것이다. 일본 이시가키섬엔 저녁매미 아종인 이시가키저녁매미(Tanna japonensis ishigakiana)가 서식한다.

## 울음소리
저녁매미는 어두운 숲속이나 이른 아침, 저녁에 '께께께께께께...'하는 연속음으로 운다.

## 잘못된 일본어 번역
저녁매미는 일본어로 히구라시(ヒグラシ)라 하는데, 쓰름매미와 엄연히 다른 종인데도 불구하고 이것이 쓰르라미로 잘못 번역되기도 한다.
쓰르라미 울 적에 같은 일본 작품 번역과정에서 심심찮게 언급되는 쓰르라미는 이 저녁매미를 가리키며, 일본에는 쓰르라미가 서식하지 않기 때문에 저녁매미를 쓰르라미로 번역하는 것은 잘못된 것이다.

## 사진

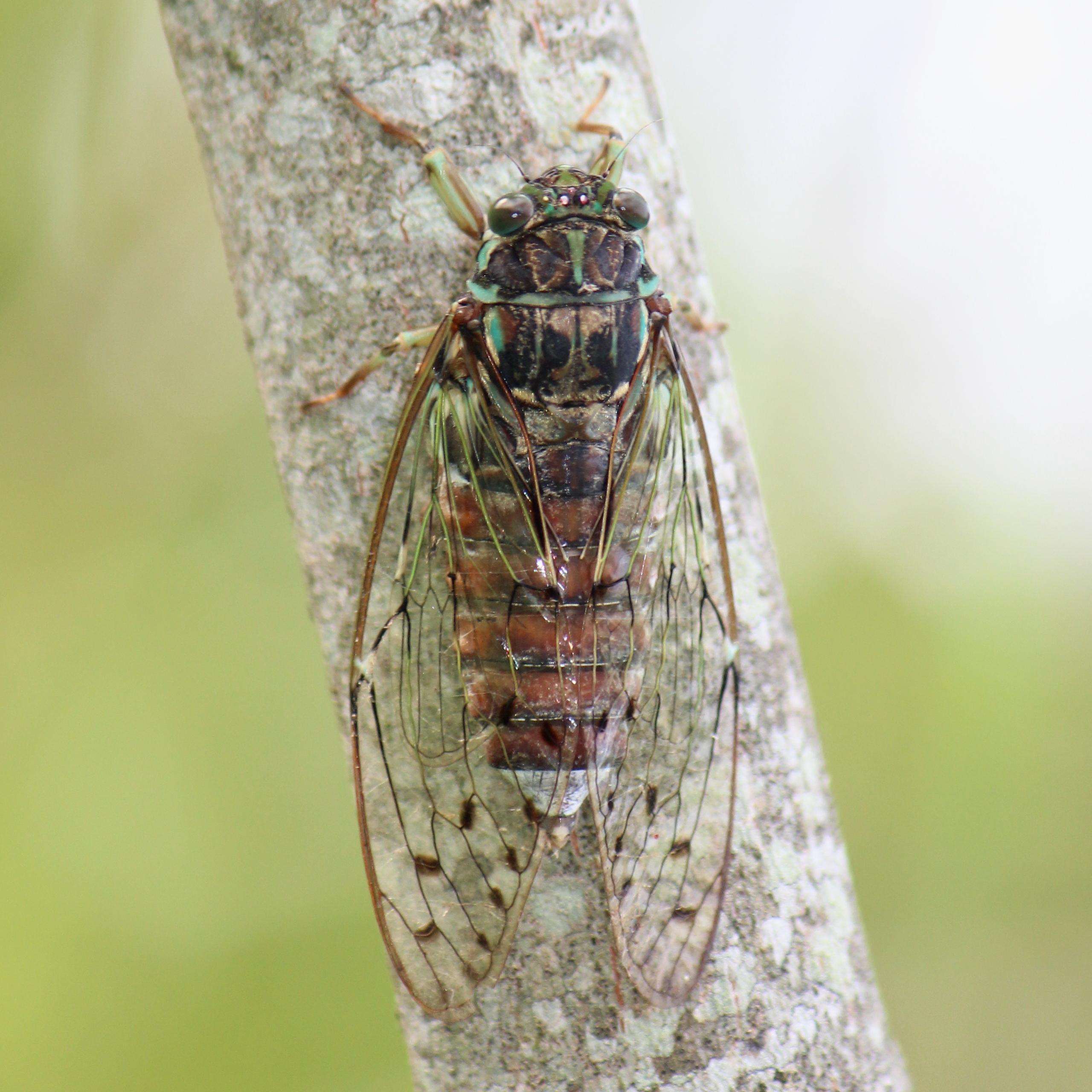
저녁매미 수컷.
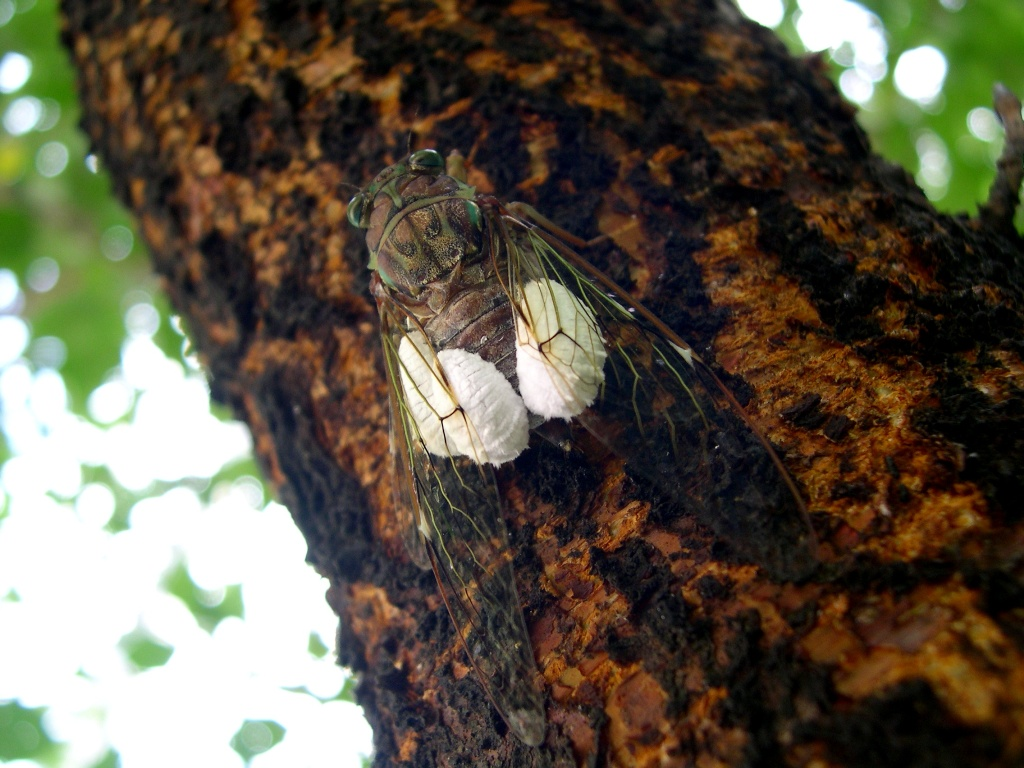
매미기생나방(Epipomponia nawai)에게 기생당한 저녁매미.

## 같이 보기
- 쓰름매미